# Восстание «Красных повязок»
Восстание «Красных повязок» (кит. трад. 紅巾起義, упр. 红巾之乱, пиньинь Hóng jīn qǐyì, палл. Хунцзинь ции) — движение в Китае против владычества монгольской империи Юань, которое завершилось падением власти монголов, восстановлением независимости Китая и установлением в нём китайской династии Мин в 1368 году. Началом восстания принято считать 1351 год (XIV век).
Восстание началось с крестьянских бунтов, руководимых различными тайными религиозными организациями (обществами Белого лотоса); постепенно восстание разрасталось, и в него втягивались всё более широкие слои населения. В восстании принимало участие большое количество разрозненных группировок, их лидеры зачастую провозглашали себя императорами, вели свою генеалогию от сунских правителей, опирались на легенды и мистические представления. По мере нарастания народного движения оно переросло в гражданскую войну: между собой воевали как взбунтовавшиеся монгольские генералы, так и руководители различных группировок Красных повязок и антимонгольской оппозиции, заключая при этом попеременно союзы с монгольскими генералами.
Победителем в этой войне вышел один из вождей повстанцев Чжу Юаньчжан, который сначала укрепился в Нанкине, затем разбил лидеров Красных повязок и других повстанческих группировок и занял монгольскую столицу Даду, после чего провозгласил себя императором новой династии.

## Причины восстания
Недовольство китайского населения (хань) было вызвано национальной дискриминацией, которая установилась в империи Юань по отношению к ним. Монголам и сэму, составляющим незначительную часть населения, доставались основные должности и привилегии, тогда как китайцы ценились низко, особенно южане: им было запрещено занимать государственные должности, носить оружие, охотиться, по ночам зажигать свет и ходить по городу или деревне. Хотя монголы лояльно относились к китайской культуре и религиям, на деле они поощряли распространение ряда школ буддизма, своей официальной религии, тогда как отношение к последователям других учений, в частности конфуцианцам, было не более чем терпимым. Недовольство податного населения (миньху) вызывали возрастающие налоги и повинности, что было сопряжено с сокращением числа податных крестьян и принадлежавших им земель в результате самозахвата монгольскими феодалами их земель, тогда как, при династии Юань сумма основного продовольственного налога, получаемого с податного населения, была фиксированной. Частнозависимые крестьяне (дяньху), которых в империи было большинство, страдали от непомерной арендной платы, взимаемой китайскими землевладельцами, что в дальнейшем определило характер восстаний на Юге Китая, которые прежде всего были направлены против «своих» феодалов.
В 1344 году разлившаяся река Хуанхэ разрушила давно не ремонтированные дамбы и изменила русло, в результате чего был затоплен полуостров Шаньдун и разрушен Великий канал, через который осуществлялось снабжение северных земель продовольствием, что привело к голоду в северных провинциях.
К этому времени крестьянские восстания стали вспыхивать всё чаще, обеспокоенные чиновники подавали императору доклады, где предлагали меры для предотвращения бунта. Однако правительство монгольского императора Тогон-Тэмура оставалось равнодушным к предостережениям.
В такой обстановке первый министр Тогто, вопреки советам сановников-китайцев, провёл в 1350 году денежную реформу, названную современниками грабительской. Реформа дала казне на первых порах большие средства, на которые Тогто решил осуществить на Хуанхэ ирригационное строительство, на которое были согнаны 150 тысяч рабочих и 20 тысяч солдат. Канал был построен, но множество людей погибло от тяжёлых условий. Возмущением десятков тысяч голодных людей воспользовались члены организации «Белый лотос» для проповеди своего учения и пропаганды восстания, и в 1351 году в Китае началась очередная крестьянская война, направленная как против монгольских завоевателей, так и против китайских феодалов.

## Ход восстания

### Первый этап
Катализатором накаляющейся обстановки послужил обнаруженный в конце мая 1351 года одноглазый идол с надписью на спине: «Это и есть каменный одноглазый человек. Как только его найдут, Поднебесная восстанет». Обнаружение божка произвело неизгладимое впечатление на суеверных крестьян, поскольку в народе уже давно ходила песенка, предсказывавшая близость бунта: «Каменный одноглазый человек возмутит Хуанхэ, и Поднебесная восстанет». По имеющимся ныне у историков[каких?] сведениям, «обнаружение» статуи было инспирировано членами «Белого лотоса», которые вскоре начали создавать из крестьян-строителей повстанческие отряды.
28 мая 1351 года в долине Хуанхэ началось восстание, которое привело к падению империи Юань.
Важную роль на первом этапе восстания (1351—1354) сыграли Лю Футун, советник и активист «Общества Белого лотоса», и Хань Шаньтун, руководитель «Белого Лотоса», которого провозгласили потомком сунского императора Хуэйцзуна и воплощением Будды Майтрейи. Отряды повстанцев получили название «красные войска», так как повстанцы в качестве отличительного знака повязывали головы красными платками.
Несмотря на то, что уже в скором времени Хань Шаньтун был схвачен и казнён, отрядам под руководством Лю Футуна сопутствовала военная удача: за вторую половину 1351 года они заняли уезды Лошань, Чжэнъян, Цюэшань, Уян, округа Сижчоу и Гуанчжоу, а число повстанцев достигло ста тысяч.
Вслед за округом Инчжоу восстания «красных войск» охватили и соседние районы Хэнани. 31 августа восстание началось в Сюйчжоу области Гуйдэ, его возглавил Ли Эр, прозванный Чжима Ли (Кунжутный Ли). Вскоре войска Ли Эра присоединились к армии Лю Футуна, а сам Кунжутный Ли перешёл под его непосредственное начальство.
Спустя три месяца после начала восстания «красных войск» в северной Хэнани бунт вспыхнул в Центральном Китае. В конце августа 1351 года там начали борьбу повстанцы Сюй Шоухуя, который в скором времени был провозглашён императором новообразованного государства Цишуй. Подобно Чжима Ли, присоединившемуся к войскам Лю Футуна, к восстанию Сюй Шоухуя примыкали более мелкие повстанческие группы. В итоге за четыре-пять месяцев восстание охватило огромную территорию на юге и западе Хэнани, значительную часть Цзянси, а также часть провинций Хугуан и Цзянчжэ (Цзянси + Чжэцзян). При этом следует помнить, что территория каждой из них в юаньский период была намного обширнее современных провинций Хэнань и Цзянси. Восставшие в Центральном Китае не выдвигали чётких лозунгов свержения иноземного ига, как повстанцы Лю Футуна, но и здесь борьба крестьян (а также примкнувших к ним беднейших слоёв) была направлена против феодалов, как монгольских, так и китайских.
Несмотря на то, что к началу восстания монгольская армия была крайне дезорганизована, Тогто очень быстро смог навести порядок в рядах военных, и уже во второй половине года государственная армия, поддержку которой оказывали местные военные формирования китайских и монгольских феодалов (ибин), нанесла ряд существенных поражений как войскам Лю Футуна, так и Сюй Шоухуя, хотя в обоих случаях, восстания не были ликвидированы полностью.
После того как в 1354 году восстания в провинциях Хэнань, Цзянси, Хугуан и Цзянчжэ в целом потерпели поражение, Тогто предпринял попытку ликвидации бунта в низовье реки Янцзы, где продолжалось восстание во главе с Чжан Шичэном и Фан Гочжэнем. Однако неожиданное устранение главнокомандующего с занимаемого поста сорвало планы монголов.
В 1352—1354 годах небольшой и медленно развивающийся очаг восстания существовал в Ханчжоу (провинция Хэнань). Руководство восставшими осуществлял Го Цзысин, зажиточный горожанин, член «Белого Лотоса». Он был не единственным руководителем восставших в Ханчжоу, что в дальнейшем привело к вражде лидеров, расколу движения и победе в междоусобной борьбе Чжу Юаньчжана, зятя Го Цзысиня.

### Второй и третий этапы
31 марта 1355 года руководители северной ветви «красных войск» Лю Футун и другие разыскали сына первого вождя восставших главы общества «Белый лотос» Хань Шаньтуня — Хань Линьэра и его мать, бежавших в 1351 году, привезли их в город Бочжоу и объявили о создании повстанческой империи Сун. Хань Линьэр был провозглашён императором, а его мать — вдовствующей императрицей.
1357—1358 годы были периодом наивысшего подъёма восстания «красных войск» Лю Футуна, а также кульминационным в ходе восстания Сюй Шоухуя — Чэнь Юляня. Чжу Юаньчжан за 1356-57 годы смог изгнать из подконтрольных территорий последние правительственные войска, а также стабилизировать территорию с владениями Чжан Шичэна. Поскольку последний перестал представлять для него какую-либо значимую угрозу с конца 1357 года Чжу приостановил наступательные действия и перешёл к обороне.
После того, как в конце февраля — начале марта 1363 года правительственная армия и армия Чжан Шичэна, который заключил перемирие с монголами, окружили Аньфын, последнее убежище Хань Линьэра и Лю Футуна, многолетнее восстание «красных войск» на Севере потерпело поражение, Лю Футун погиб, а Хань Линьэр был спасён войсками Чжу Юаньчжана. Отныне император империи Сун становился почётным пленником Чжу Юаньчжана.
В 1360—1363 годах обострилась борьба Чжу Юаньчжана с Чэнь Юляном (кит. 陳友諒). Исход противостояния в пользу Чжу Юаньчжана был предрешён в битве у озера Поянху, которую современный историк У Хань назвал одной из самых крупных речных баталий в истории Китая.
После поражения и гибели Чэнь Юляна Чжан Шичэн отказался от формального подчинения юаньскому правительству и заявил о создании собственного государства У, провозгласив себя монархом, У-ваном. 4 февраля 1364 года в противовес своему противнику такой же титул принял Чжу Юаньчжан. В конце 1366 года Чжу Юаньчжан захватил в плен своего противника, однако тот на все предложения покориться отвечал отказом. В конце концов Чжу Юаньчжан якобы послал ему шёлковый шнурок, которым тот и удавился.
На китайский новый год 1368 года (23 января 1368 года) Чжу Юаньчжан в Нанкине объявил себя императором новой династии Мин, провозгласив свой девиз правления Хунъу (кит. 洪武). В сентябре того же года его войска взяли штурмом Пекин, изгнав последнего юаньского императора Тогон-Тэмура.

## Итоги восстания
Хотя восстание подогревалось различными религиозными движениями, придя ко власти, новый монарх первым делом разгромил своих бывших союзников-сектантов и запретил создавать тайные общества. Роль государственной идеологии заняло неоконфуцианское учение Чжу Си, знаменитого конфуцианского философа эпохи Сун.